# Луций Атилий (трибун 311 пр.н.е.)
Луций Атилий (на латински: Lucius Atilius) e политик на Римската република от края на 4 век пр.н.е. Произлиза от плебейската фамилия Атилии.
През 311 пр.н.е. той е народен трибун заедно с Гай Марций Рутил Цензорин и Марк Деций. Издава се закон за изборите на военни трибуни. Консули са Гай Юний Бубулк Брут и Квинт Емилий Барбула.